# Шевичи
Шевичи — два старинных дворянских рода.
Первый, ведущий начало от хорунжего и товарища коронного польского Иеремии Шевича, жалованного польским королём Августом II в 1698 г. имением Дулибий, записан в VI часть родословной книги Харьковской губернии.
Второй, сербского происхождения, восходящий к началу XVII в., записан в VI часть родословной книги Екатеринославской губернии.
Кроме того, есть ещё другие дворянские роды Шевич, более позднего происхождения.

## Описание герба
На щите, разделенном крестообразно на четыре части, изображены в первой и четвёртой части, в красном поле, две луны золотые, рогами вверх обращенные. Во второй и третьей части, в золотом поле, две десятиугольные звезды красного цвета.
На щите дворянский коронованный шлем. Нашлемник: лев с загнутым хвостом. Намёт на щите красный, подложенный золотом. Герб рода Шевичев внесен в Часть 2 Общего гербовника дворянских родов Всероссийской империи, стр. 132.

## Известные представители
- Шевич, Георгий:[править]  -  Шевич, Георгий Иванович (1746—1805) — генерал от кавалерии, шеф Сумского гусарского полка.
  -  Шевич, Георгий Иванович (Егор; 1808—1849) — полковник, командир Гусарского Е. И. В. великой княгини Ольги Николаевны полка[1].
  -  Шевич, Георгий Иванович (1871—1966) — русский генерал, командир лейб-гвардии Гусарского Его Величества полка.
- Шевич, Дмитрий Егорович (1839—1906) — русский дипломат.
- Шевич, Иван:[править]  -  Шевич, Иван Егорович — российский генерал-поручик XVIII века.
  -  Шевич, Иван Егорович (1754—1813) — российский командир эпохи наполеоновских войн, генерал-лейтенант.
  -  Шевич, Иван Егорович (1838—1912) — государственный деятель, губернатор Калужской (1871—1882) и Лифляндской (1882—1885) губерний.
- Митрофан (Шевич) (урождённый Милан; 1854—1918) — епископ Сербской православной церкви, епископ Бачский.
- Шевич, Михаил Николаевич 1-й (1805—1870) — русский кавалерист, комендант Царского села (1867—1870), генерал-лейтенант.

- архимандрит Сергий (Шевич; 1903—1987)[2].